# Sam's Town
Albums de The Killers
Hot Fuss
(2004) Sawdust
(2007)
Singles
1. When You Were Young
Sortie : 18 septembre 2006
2. Bones
Sortie : 27 novembre 2006
3. Read My Mind
Sortie : 13 février 2007
4. For Reasons Unknown
Sortie : 25 juin 2007

Sam's Town est le deuxième album du groupe de rock américain The Killers. Il est paru en 2006. Pour les 10 ans de l'album, un morceau supplémentaire, Peace of Mind, est ajouté. 

## Pistes de l'album
1. Sam's Town
2. Enterlude
3. When You Were Young
4. Bling (Confession of a King)
5. For Reasons Unknown
6. Read My Mind
7. Uncle Jonny
8. Bones
9. My List
10. This River Is Wild
11. Why Do I Keep Counting?
12. Exitlude